# Palazzo Vistarini
Palazzo Vistarini è un edificio storico di Lodi, situato all'angolo tra piazza della Vittoria e corso Vittorio Emanuele II.

## Storia
Costruito nel Trecento, l'edificio era la residenza fortificata dell'influente famiglia ghibellina a cui deve il nome. Nel corso dei secoli ha conosciuto numerosi rifacimenti: prima del 1698, in particolare, il palazzo era molto più vasto di come si presenta estendendosi da piazza della Vittoria fino a metà del corso Vittorio Emanuele II; in quell'anno, parte della struttura fu trasformata nella dimora privata di Giovanni Paolo Barni, un discendente della famiglia Vistarini divenuto proprietario dell'edificio.

## Architettura e arte
Il palazzo si presenta in forme gotiche. La facciata in mattoni è impreziosita da monofore decorate con cornici in cotto. Il porticato, la cui altezza è tale da consentire il transito di un uomo a cavallo (in ossequio alle disposizioni delle autorità cittadine medievali), è caratterizzato da archi prevalentemente acuti e da volte in parte affrescate.